# Allegiant Air
Allegiant Air er et lavprisflyselskab fra USA. Selskabet har hub på McCarran International Airport i Las Vegas og Phoenix–Mesa Gateway Airport i Phoenix. Hovedkontoret er placeret i Enterprise, Nevada. Selskabet er ejet af Allegiant Travel Co., og blev etableret i 1997.
Allegiant opererede i september 2013 ruteflyvninger til omkring 80 destinationer i USA. Flyflåden bestod af 71 fly med en gennemsnitsalder på 22 år. Her af var der blandt andet 49 eksemplarer af McDonnell-Douglas MD-83, seks Boeing 757-200 samt tre eksemplarer af Airbus A320-200.

## Historie
Selskabet blev grundlagt i januar 1997 under navnet WestJet Express. Regulære ruteflyvninger begyndte 15. oktober 1998, da man begyndte at flyve imellem Las Vegas og Fresno Yosemite International Airport i Fresno, med fly af typen McDonnell Douglas DC-9.
I december 2000 kom selskabet under konkursbeskyttelse jf. reglerne i Chapter 11. Et halvt år efter var rekonstruktion af Allegiant Air gennemført, og selskabet flyttede hovedkvarter og hub til Las Vegas.
Da det skandinaviske flyselskab Scandinavian Airlines i 2000'erne begyndte at udfase sine ældre fly fra McDonnell Douglas (MD-80 serien), blev Allegiant Air den største aftager af flyene. Over halvdelen af selskabets MD-fly havde tidligere fløjet for SAS.
Allegiant havde i september 2013 fly udstationeret på 11 lufthavne i USA.